# Anton Pilgram (Baumeister)

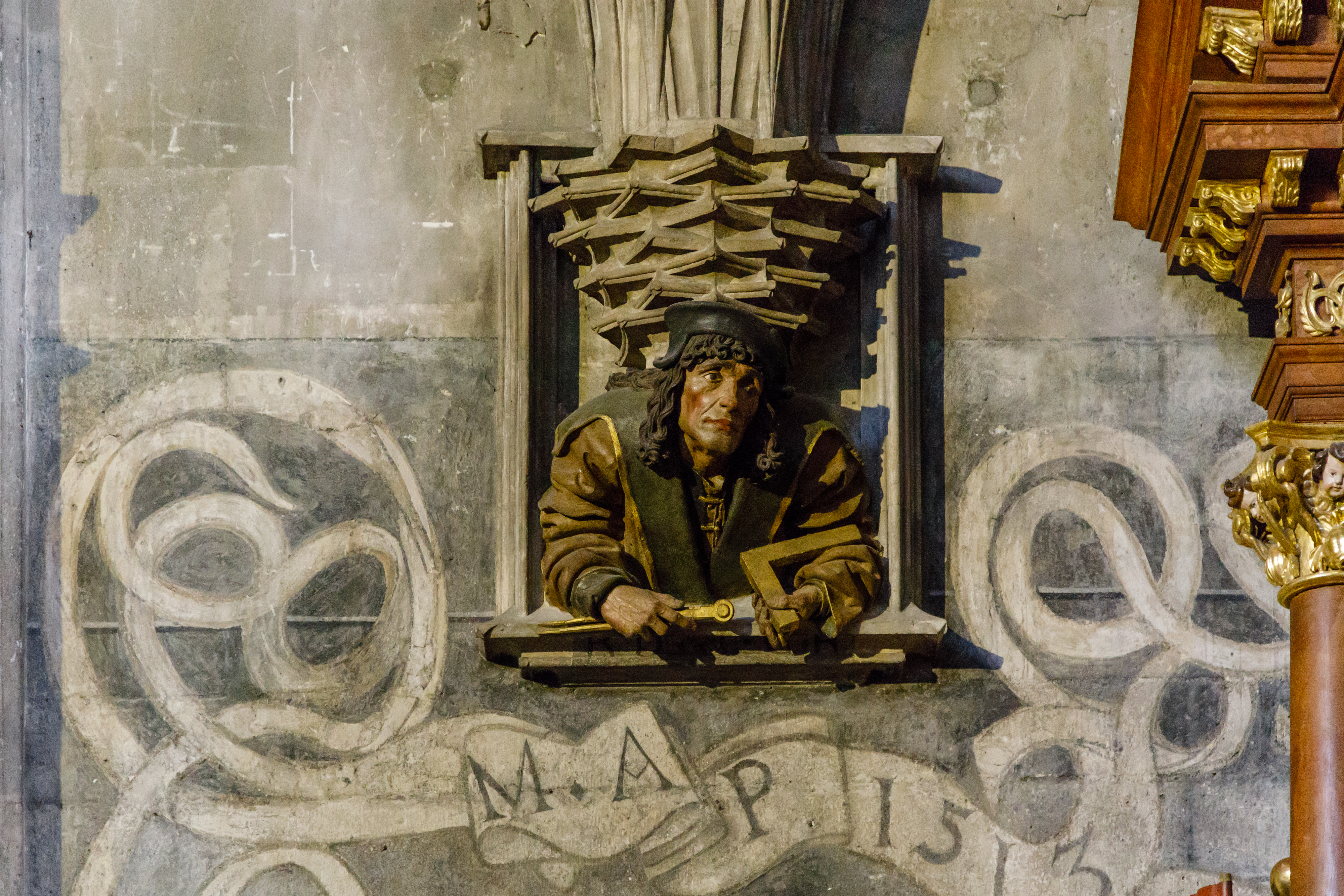
Porträt am Orgelfuß des Wiener Stephansdoms

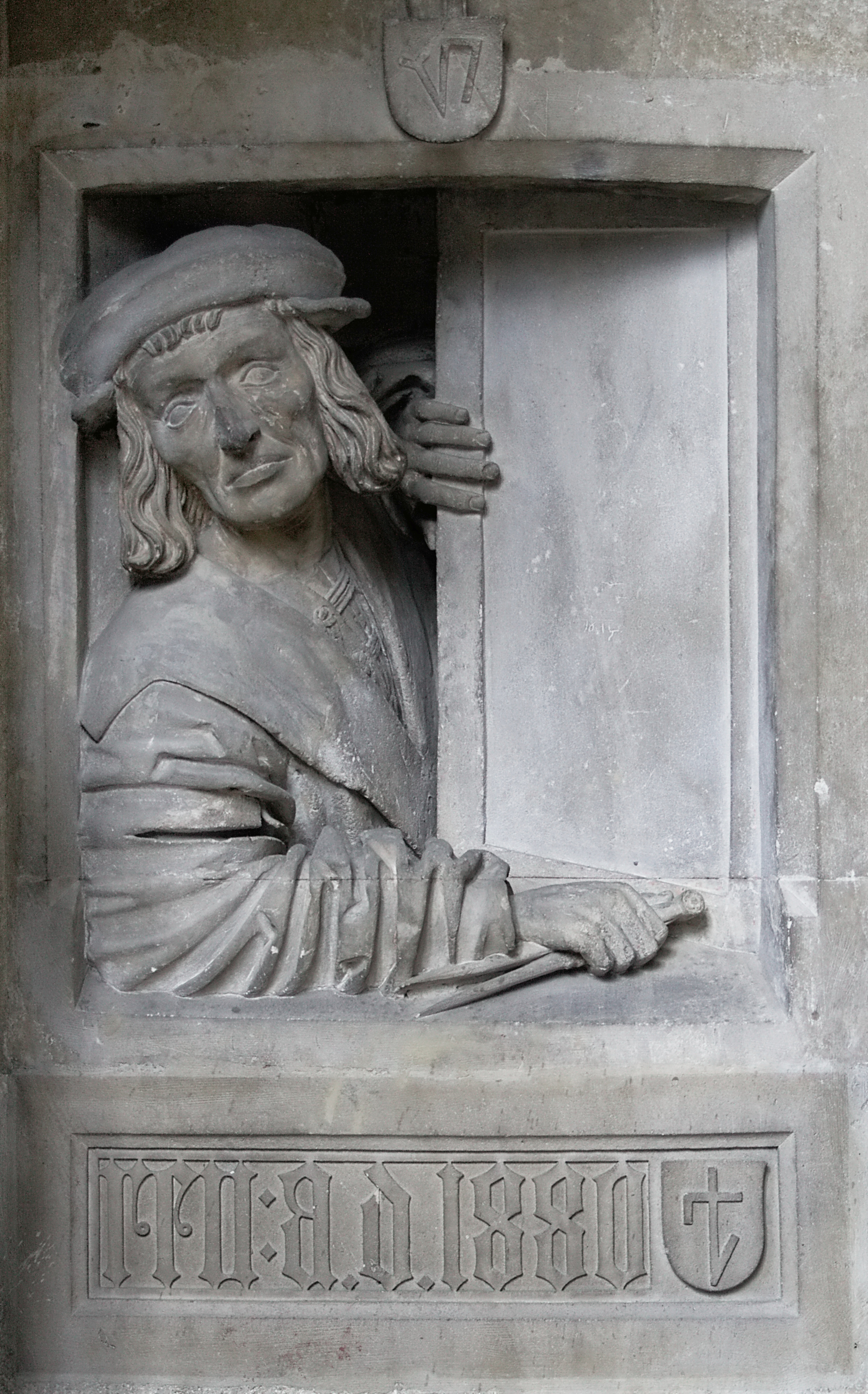
Zugeschriebenes Selbstporträt (der sogenannte "Fenstergucker") an der Kanzel des Wiener Stephansdoms

Anton Pilgram (* um 1460 in Brünn; † 1515 in Wien) (auch: Anton von Brünn) war ein mährisch-österreichischer Baumeister und Bildhauer.
Nach seiner Ausbildung führte er Arbeiten im schwäbischen Raum aus, beispielsweise an der Kilianskirche in Heilbronn und der Georgskirche in Schwieberdingen. In der Lorenzkapelle in Rottweil stellt das Weckenmännle vermutlich ein frühes Selbstporträt von Pilgram dar.
In den Jahren 1510 bis 1511 wirkte er an der Bauhütte der spätgotischen Kirche St. Jakob in Brünn.
Von 1511 bis 1515 übernahm Pilgram die Bauhütte von Sankt Stephan in Wien. Oft wurde auch die Domkanzel Pilgram zugeschrieben, zumal auf ihr sein Steinmetzzeichen prangt – an der Ausführung war er also wohl beteiligt. Heutzutage wird der Entwurf aber eher der Werkstatt von Niclas Gerhaert van Leyden zugeschrieben, zumal das plastische Porträt an der Kanzel (der Fenstergucker) demjenigen Pilgrams unterhalb des Orgelfußes sehr unähnlich ist.
Allerdings gelang es ihm, durch den für damalige Verhältnisse sehr modernen Entwurf der Orgelbühne den vorherigen Dombaumeister Jörg Öchsl aus dem Amt zu drängen und dessen Nachfolger zu werden.
Die Torhalle im Wiener Langhaus entstand in einer ähnlichen Zeit wie der Orgelfuß im Stephansdom. Vielfach wird ebenfalls dieses Werk Anton Pilgram zugeschrieben. Vergleichbar sind die Schlingrippenformen der Rippen mit der Pfarrkirche Weistrach und auch die Nähe zu Benedikt Ried ist mehrfach erkannt worden, wobei sich die stilistischen Ähnlichkeiten noch nicht vollständig klären ließen.
Als nach einem Blitzschlag 1513 die Turmspitze des Hochturms von St. Stephan abgetragen und erneuert werden musste, führte nicht Pilgram, sondern sein Parlier Gregor Hauser die technisch komplizierten Arbeiten aus.
Auch in seiner Heimatstadt Brünn sind etliche Werke gesichert, so auch das kuriose Portal des Alten Rathauses mit der verdrehten Fiale.

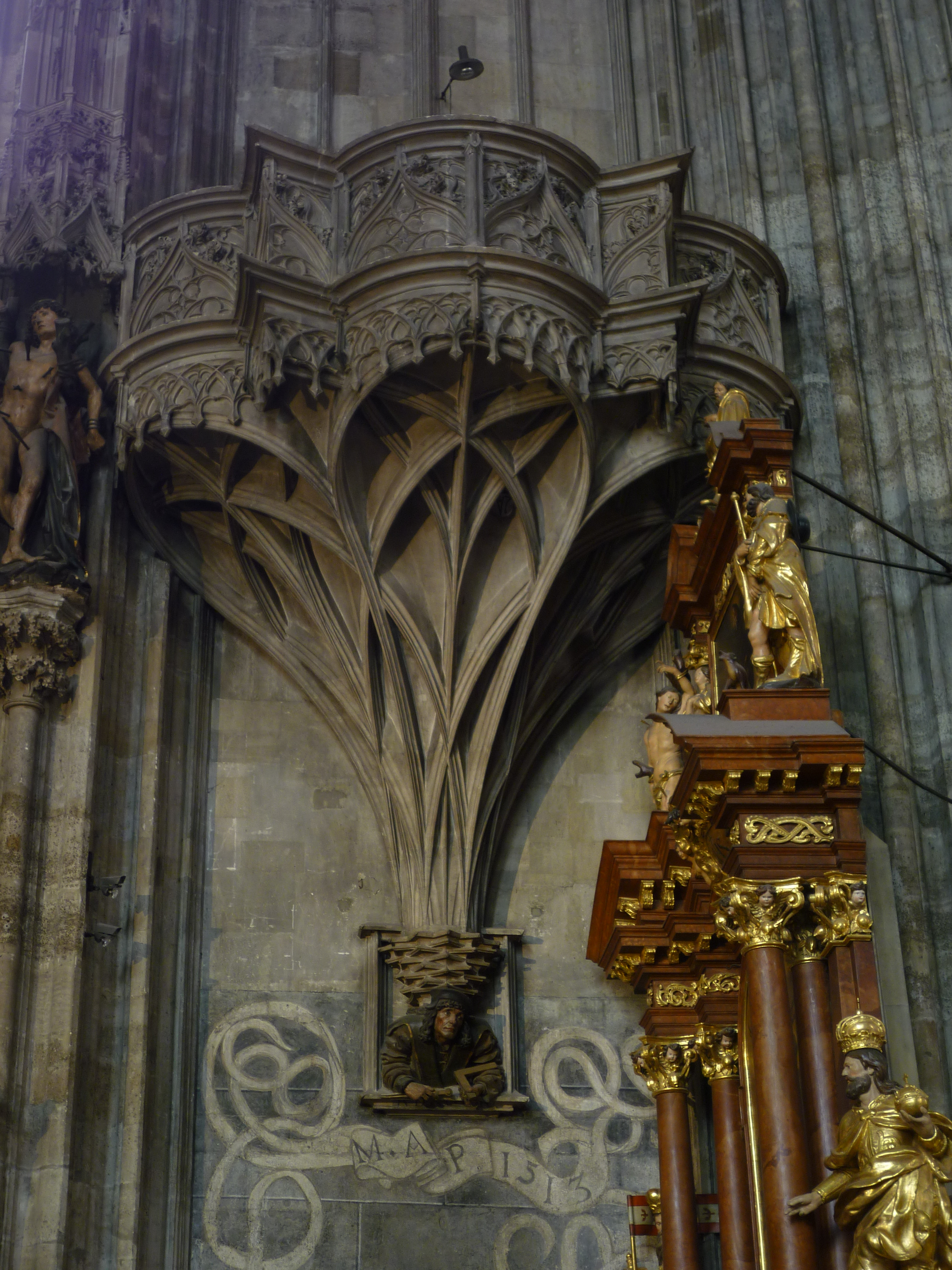
Orgelfuß des Stephansdoms
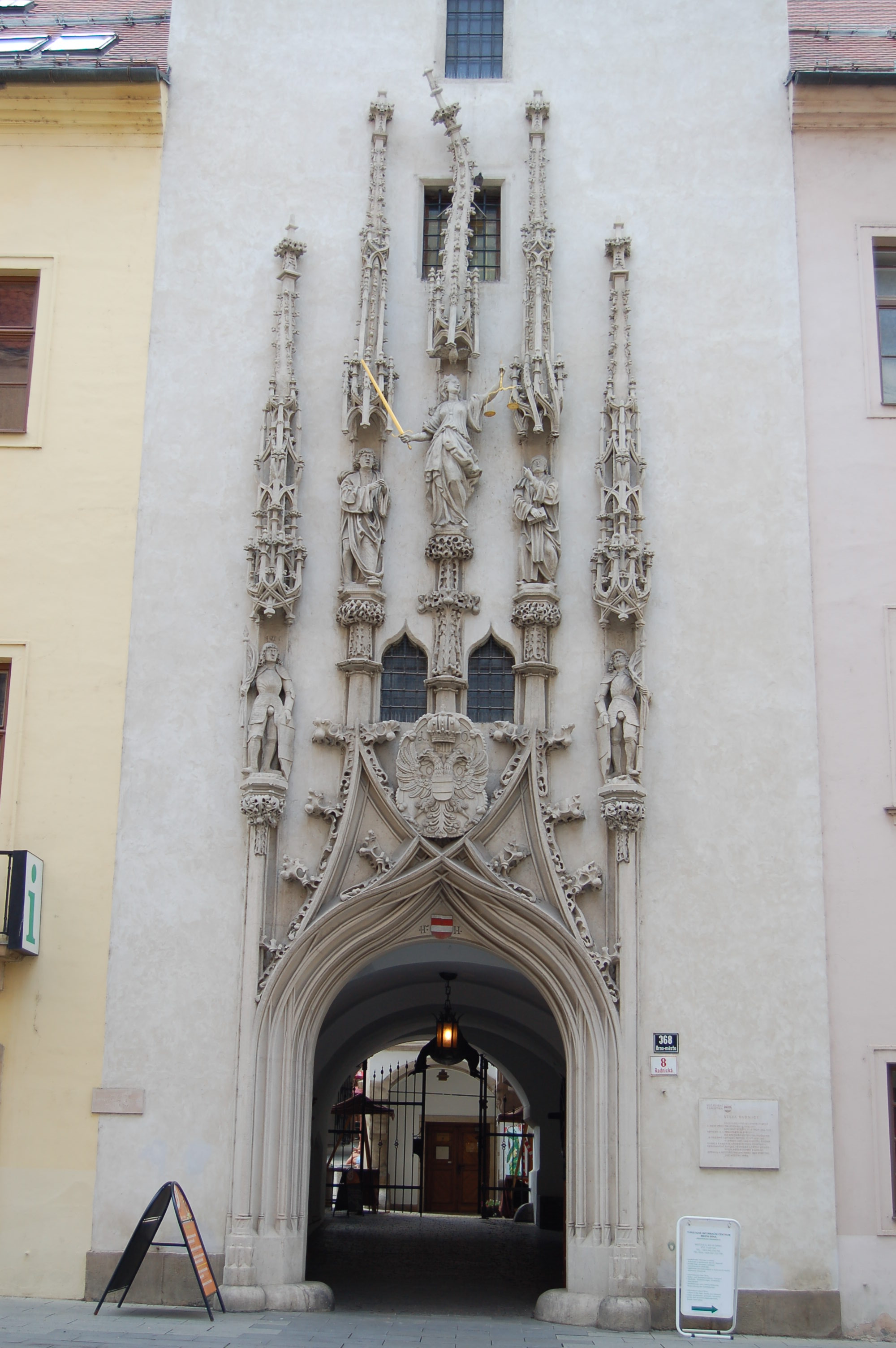
Das Portal des Alten Rathauses in Brünn